# Ізотоп-РАЕС
Ізотоп-РАЕС (Вараш) — аматорський футбольний клуб із міста Вараша. В сезоні 2023 року виступав у Чемпіонаті Рівненської області з футболу і посів 2-те місце.

## Історія
Футбольна команда «Ізотоп» (Вараш), яка представляє найбільше на Поліссі підприємство — колектив Рівненської АЕС, створена у 1979 році.
Найкращі гравці команди Володимир Дейнека та Павло Грибок захищали кольори рівненського «Авангарду» в середині 1980-х років. Сергій Наталушко — був одним з найкращих бомбардирів чемпіонату Росії, граючи за камишинський «Текстильник». Володимир Новак — багаторічний капітан рівненського «Вереса». Вихованець команди Олег Голодюк — діючий гравець львівських «Карпат».
Найвідоміші вихованці: Олег Голодюк — член молодіжної збірної України, Сергій Підвальний — член юнацької збірної України (до 18 років); Олег Мирончук — член юнацької збірної України (до 16 років).
Два міжнародні матчі з комадною АЕС міста Гольфеш із Франції (вересень 1996, травень 1997) закінчились перемогою «Ізотопа» з однаковим рахунком 4:1.
Зіграні товариські матчі з ветеранами київського «Динамо» — 0:0, 0:1, 2:2, з молодіжною збірною СРСР.
Матч ветеранів «Ізотопа» проти ветеранів «Динамо» Київ (15.07.2012) закінчився з рахунком 5:5.
В різні роки тренерами «Ізотопа» були: Володимир Федінчик, Володимир Коваль, Олександр Шлай, Іван Малець, Борис Коток.
За часи незалежності України «Ізотоп-РАЕС» один раз ставав чемпіоном Рівненської області. Сталося це в сезоні 1992/93. П'ять разів разів команда здобувала срібні нагороди обласних змагань і двічі бронзові. Також двічі варашці вигравали Кубок області у 1996 та 2022 роках і вперше в історії здобули Суперкубок Рівненської області з футболу 2022 року. Через рік «Ізотопу-РАЕС» вдруге підкорилося це досягнення.

## Досягнення
- Чемпіон СРСР серед працівників АЕС 1981 року, срібний призер 1980 року. Переможець аналогічного турніру в Україні (1991 р.)
- Чемпіон Рівненської області (1):1992/1993 рр.
- Срібний призер чемпіонату Рівненської області (5):1996, 1997, 2005, 2022, 2023
- Бронзовий призер чемпіонату Рівненської області (2):1998, 2011.
- Зимовий чемпіон Рівненщини (4): 1988, 1999, 2000, 2004, 2005.
- Володар Кубка Рівненської області (2):1996, 2022
- Фіналіст Кубка Рівненської області (4): 1991, 1999, 2007, 2009.
- Володар Суперкубка Рівненської області (2): 2022, 2023
- Чемпіон області з пляжного футболу 2011.
- Володар Кубка Корпорації ТВЕЛ та НАЕК «Енергоатом» з міні-футболу 2006, 2008, 2012, бронзовий призер — 2007.
- Неодноразовий учасник республіканських змагань на призи «Спортивної газети», «Робітничої газети» (1986—1988)